# 许市镇
许市镇，中华人民共和国湖南省岳阳市君山区下属的一个镇，位于君山区西北部。岳阳土语读“水”为“许”，许市实际上是旧时居民为避水患迁居而形成的集镇。

## 建制沿革
- 解放前，为岳阳县全义乡；
- 解放初，为崇庆、新安两乡；
- 1956年，并为许市乡；
- 1958年，属君山公社；
- 1961年，分设为许市、凉亭两公社；
- 1968年，合入黄金公社，仍称许市公社；
- 1984年，许市公社改置许市乡；
- 1993年，许市、黄金两乡合并设立许市镇，属岳阳县；
- 1996年，改属君山区管辖。

## 行政区划
许市镇下辖1个社区、10个行政村：
- 横山岭社区
- 凉亭村、高新村、横山岭村、崇庆村、许家牌村、金盆村、柿树村、黄金村、铺子嘴村、洪水港村
- 君山天井山林场、君山广兴洲渔场